# Мирное (Краснодонский район)
Мирное (укр. Мирне) — посёлок в Краснодонском районе Луганской области.
Орган местного самоуправления — Мирненский поселковый совет.

## Географическое положение
Посёлок расположен близ реки Большая Каменка (притока Северского Донца). Соседние населённые пункты: посёлок Таловое на северо-востоке, город Краснодон на востоке, село Верхнешевыревка на юго-востоке, посёлки Орджоникидзе и Новоалександровка на юге, Горное на юго-западе, Светличное на западе, Энгельсово, Широкое, Краснодон, село Радянское на северо-западе, посёлок Новосемейкино и город Молодогвардейск на севере, посёлок Таловое на северо-востоке.

## История
Селение основан в 1929 году как посёлок Шахты № 12.
С 1938 года — посёлок городского типа.
В 1980 году здесь действовали Краснодонский птицесовхоз, средняя школа, фельдшерско-акушерский пункт, библиотека и клуб.
В январе 1989 года численность населения составляла 546 человек.
По состоянию на 1 января 2013 года численность населения составляла 385 человек.
С весны 2014 года — в составе Луганской Народной Республики.

## Транспорт
Посёлок находится в 5 км от железнодорожной станции Тормозной (на линии Должанская — Семейкино Донецкой железной дороги).

## Местный совет
94476, Луганская обл., Краснодонский р-н, пгт. Таловое, ул. Советская, 85